# Republic XF-84H
Il Republic XF-84H, noto non ufficialmente anche come Thunderscreech, era un caccia monomotore turboelica ad ala a freccia realizzato dall'azienda statunitense Republic Aviation Corporation negli anni cinquanta e rimasto allo stadio di prototipo.
Sviluppo dell'F-84F Thunderstreak, era caratterizzato dall'insolito abbinamento di un motore a getto con una speciale elica posizionata all'apice anteriore della fusoliera, una soluzione oramai abbandonata e che apparteneva ai caccia della precedente generazione con motore a pistoni.

## Storia

### Sviluppo
Originalmente designato XF-106, il progetto ed i risultanti prototipi furono ridesignati XF-84H, poiché lo si ritenne più affine ad una variante dell'F-84  che non un modello nuovo. Il suo sviluppo si deve ad una specifica emessa dalla US Navy che intendeva valutare un caccia imbarcato in grado di operare dalle portaerei senza l'assistenza di catapulte nella fase di decollo, tuttavia fu sostenuto principalmente dall'USAF Wright Air Development Center.
L'XF-84H fu realizzato modificando la cellula di un F-84F Thunderstreak, adottando un nuovo motore turboalbero Allison XT-40-A-1, in grado di erogare una potenza all'albero di 5 850 shp (4 365 kW). Fu anche installato un postcombustore capace di innalzare la potenza a 7 230 shp (5 391 kW) ma non fu mai utilizzato. La grande elica a passo variabile al quale era abbinato, realizzata dalla Aeroproducts, aveva un diametro di 3,66 m (12 ft) ed era a tre pale in acciaio a punta quadrata che ruotava alla velocità costante di 3 000 giri al minuto con le estremità che toccavano approssimativamente Mach 1,18. La propulsione era regolata dalla variazione dell'angolo di attacco delle pale. L'impennaggio fu modificato in una configurazione a T spostando i piani orizzontali verso l'alto per evitare che le turbolenze prodotte interferissero con gli equilibratori. L'XF-84H fu il primo velivolo ad utilizzare una Ram air turbine (RAT) integrata nella struttura ed estensibile in caso di necessità; nel caso di un malfunzionamento del motore era automaticamente estroflessa dalla cellula per fornire energia ad impianto elettrico ed idraulico. L'apparecchiatura fu spesso usata durante le prove di volo come precauzione.

### Impiego operativo

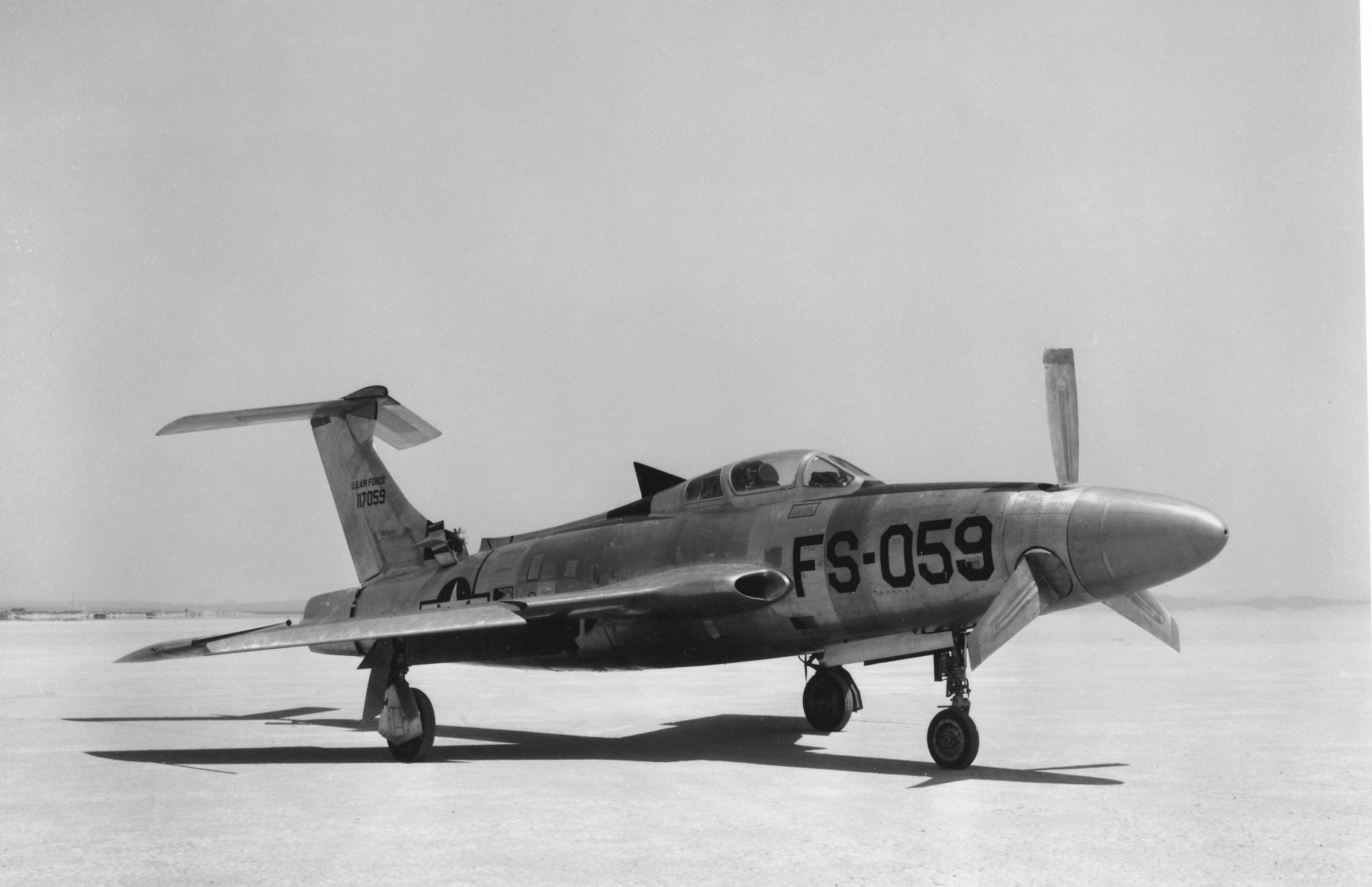
XF-84 matricola FS-059 durante le prove di volo; si noti la Ram air turbine (RAT) estratta sopra la parte dorsale della fusoliera prima dell'elemento verticale dell'impennaggio.

## Descrizione tecnica
L'XF-84H era un velivolo dall'aspetto anticonvenzionale, dato che era sviluppato nell'epoca dei motori a getto, ma che conservava le caratteristiche principali del velivolo da cui derivava; monoplano con impennaggio a T con ali e piani orizzontali a freccia, tettuccio a goccia e carrello triciclo anteriore retrattile.
La struttura di base era quella della versione da caccia F-84F Thunderstreak ma con un'evidente differenza. La parte anteriore della fusoliera integrava la speciale elica tripala a passo variabile concepita per velocità supersoniche la quale era messa in movimento dall'albero di un Allison XT-40a-1.

## Esemplari attualmente esistenti

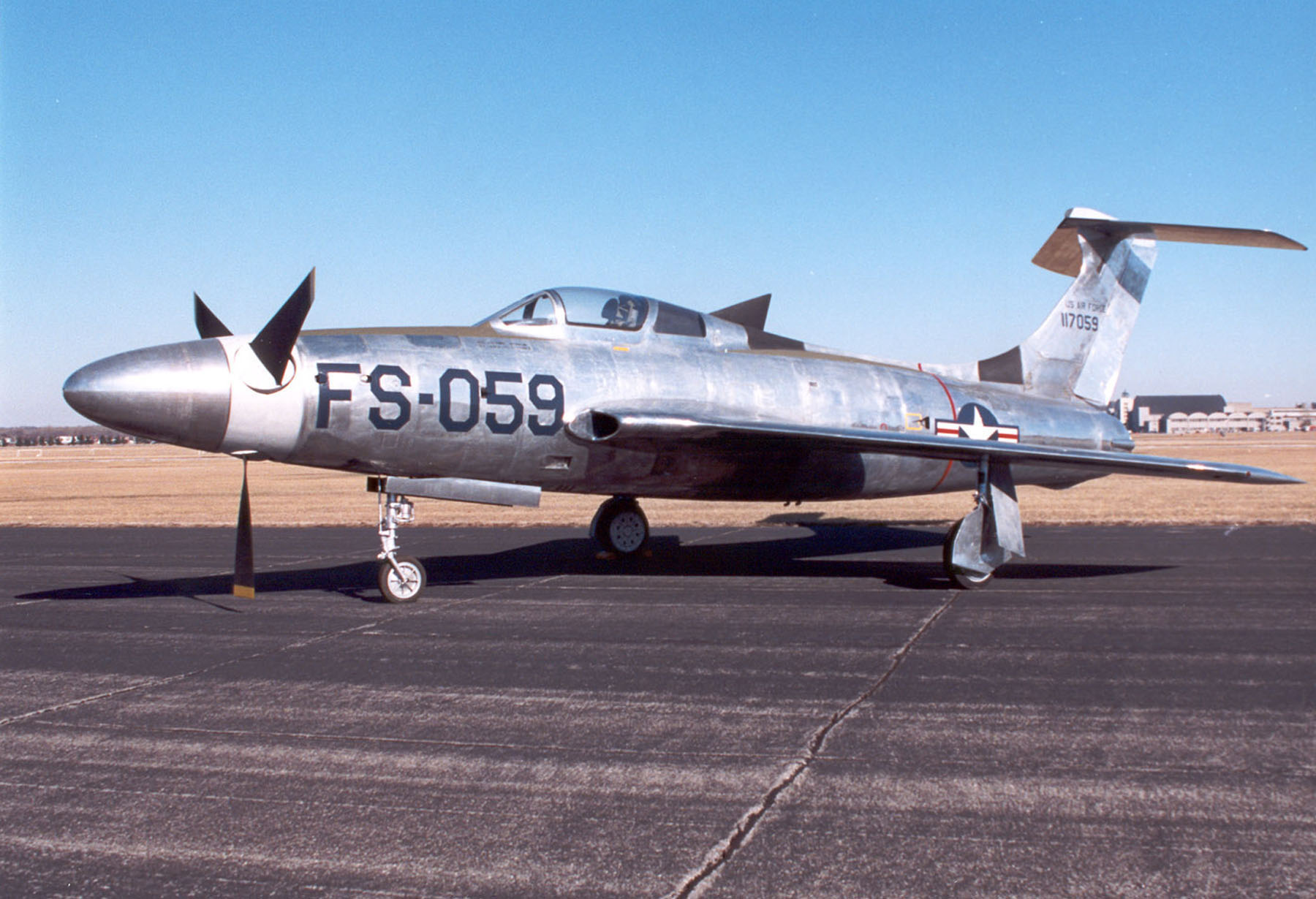
L'XF-84 matricola FS-059 conservato presso il National Museum of the USAF.

## Utilizzatori
Stati Uniti
- United States Air Force

## Velivoli comparabili
Stati Uniti
- Douglas A2D Skyshark